# 2011년 스페인 총선거
2011년 스페인 총선거가 2011년 11월 20일 실시되었다. 이 선거에서는 총리선출권을 가진 350명의 하원의원을 선출되었으며, 그외에 208명의 직선 상원의원도 함께 선출되었다.
여당 스페인 사회노동당에서는 3선 연임한 총리 호세 루이스 로드리게스 사파테로가 도전 포기를 선언하고, 부총리인 루발카바가 여당의 총리 후보로 출마하였다. 여당에 맞서는 정당은 라호이가 이끄는 국민당이었다.

## 선거 결과

### 하원
선거 결과 야당이었던 우파 국민당이 44.62% 득표로 186석을 확보해 의회내 절대 다수당이 되었다. 집권 여당이던 사민당은 28.7% 득표에 그쳐, 59석을 잃어 110석을 확보하는데 그쳤으며, 이는 1970년대 말 이래 최악의 선거 결과이다.
| 정당 | 정당                           | 득표       | 득표 % (증감) | 득표 % (증감) | 의석 (증감) | 의석 (증감) | 의석 % |
| ---- | ------------------------------ | ---------- | ------------- | ------------- | ----------- | ----------- | ------ |
|      | 국민당 (스페인) (PP)           | 10,830,693 | 44.62         | 4.68          | 186         | 32          | 53.14  |
|      | 스페인 사회노동당 (PSOE)       | 6,973,880  | 28.73         | 15.14         | 110         | 59          | 31.42  |
|      | 집중과 통합 (CiU)              | 1,014,263  | 4.17          | 1.14          | 16          | 6           | 4.57   |
|      | 통일좌파 (IU)                  | 1,680,810  | 6.92          | 3.15          | 11          | 9           | 3.14   |
|      | 아마이우르 (Amaiur)            | 333,628    | 1.37          | 1.37          | 7           | 7           | 2.00   |
|      | 진보민주연합 (UPyD)            | 1,140,242  | 4.69          | 3.50          | 5           | +4          | 1.42   |
|      | 바스크민족당 (EAJ/PNV)         | 323,517    | 1.33          | 0.14          | 5           | 1           | 1.42   |
|      | 공화좌파당 (ERC)               | 255,961    | 1.05          | 0.11          | 3           | -           | 0.85   |
|      | 갈리시아 민족주의자 블록 (BNG) |            | 2.34          | 1.51          | 7           | 5           | 0.57   |
|      | 지지후보 없음                  | 333,095    | 1.37          |               |             |             |        |
|      | 무효                           | 317,886    |               |               |             |             |        |
| 전체 | 전체                           | 24,590,557 | 100.0%        |               | 350         |             | 100.0% |

### 상원
상원선거에서는 국민당이 136석을 얻어 1당을 유지했으며, 사회노동당은 48석을 얻어 제2당이 되었다.
| 정당 | 정당                     | 의석 (증감) | 의석 (증감) | 의석 % |
| ---- | ------------------------ | ----------- | ----------- | ------ |
|      | 국민당 (스페인) (PP)     | 136         | +35         | 65.38  |
|      | 스페인 사회노동당 (PSOE) | 48          | -40         | 23.07  |
|      | 집중과 통합 (CiU)        | 9           | +5          | 4.32   |
|      | 아마이우르 (Amaiur)      | 3           | +3          | 1.44   |
|      | 바스크민족당 (EAJ/PNV)   | 4           | +2          | 1.92   |
|      | 카나리아 연합 (CC)       | 1           |             | 0.48   |
|      | 카탈루나 진보연합        | 7           | -5          | 3.36   |
| 전체 | 전체                     | 208         |             | 100.0% |

## 조기선거
스페인 헌법 115조에 의하면 총리의 제안에 따라 국왕이 의회를 조기해산할 수 있다. 의회해선이 선포되면 바로 조기 선거일정이 정해진다. 선거법은 공보에 의회해산이 발표된 후 54일 후에 선거를 실시하도록 규정하고 있다.
사파테로 총리는 2011년 7월 29일 다음 선거가 11월 20일 실시될 것이라고 밝했다. 국왕이 11월 20일 선거가 실시되도록 형식적인 절차를 조정해 공식적인 의회해산 선언은 2011년 9월 27일에 하게 된다.

## 선거이전 상황
2008년 총선거에서 사회노동당이 제 1당이 되지만, 하원 과반수에 7석이 모자라는 169석에 그친다. 사파테로 총리는 소수정부를 구성하고, 야당과 합의가 안되는 법안에 대해서는 지역정당의 도움을 받아 통과시키는 방식으로 정부를 운영했다.
2008년 의회는 처음부터 집권당 사회노동당과 보수 국민당간에 잦은 충돌이 있었다.
2007년 경제위기에 직격탄은 맞은 스페인은 실업율이 2007년 8 %에서 11 % (2008), 18 % (2009), 20 % (2010)로 급상승하게 된다. 특히 청년실업 (25세이하 실업율)은 2010년에 42 %에까지 이르게 된다. 정부는 국가부채 해결을 위해 연금수급 연령의 상향조정과 같이 국민들에게 인기가 없는 정책을 실시할 수 밖에 없는 상황에 직면한다. 2011년 5월에는 청년들을 중심으로 도시 중요 광장을 점령하는 시위가 이어진다.
이로 인해 사회노동당은 2011년 5월 22일 실시된 지방의회 선거에서 크게 패한다. 당시까지 사회노동당의 아성(우세지역)이었던 아스투리아스, 에스트레마두라, 카스티야라만차 등에서 광역지방정부의 재집권에 실패한다. 시군단위에서는 바르셀로나와 세비야 같은 주요도시에서 보수세력에 시행정부를 넘겨준다. 총리 사파테로는 이미 2011년 4월 다음 선거에 총리후보로 나서지 않을 것이라고 선언했다. 또 7월 29일까지는 2012년 3월까지 임기를 다 채울 것이라고 밝혔었다.

## 2008년 선거결과

### 하원
2008년 3월 9일 선거결과 여당인 스페인 사회노동당이 하원 의석 169석을 확보했다. 야당인 국민당은 6석을 늘렸지만 154석을 얻는데 그쳤다. 카탈루냐 지역정당인 통합과 집중은 10석을 얻어 제 3당이 되었다. 그외에 공화좌파당, 바스크민족당을 비롯한 7개 정당이 원내진출에 성공했다.
| 정당 | 정당                           | 득표       | 득표 % (증감) | 득표 % (증감) | 의석 (증감) | 의석 (증감) | 의석 % |
| ---- | ------------------------------ | ---------- | ------------- | ------------- | ----------- | ----------- | ------ |
|      | 스페인 사회노동당 (PSOE)       | 11,288,698 | 43.85         | +1.26         | 169         | +5          | 48.28  |
|      | 국민당 (스페인) (PP)           | 10,277,809 | 39.92         | +2.21         | 154         | +6          | 44.00  |
|      | 집중과 통합 (CiU)              | 779,425    | 3.03          | -0.20         | 10          | -           | 2.85   |
|      | 공화좌파당 (ERC)               | 298,139    | 1.16          | -1.36         | 3           | -5          | 0.85   |
|      | 바스크민족당 (EAJ/PNV)         | 306,128    | 1.19          | -0.44         | 6           | -1          | 1.70   |
|      | 통일좌파 (IU)                  | 969,871    | 3.77          | -1.19         | 2           | -3          | 0.57   |
|      | 카나리아 연합 (CC)             | 174,629    | 0.68          | -0.23         | 2           | -1          | 0.57   |
|      | 갈리사아 민족주의자 블록 (BNG) | 212,543    | 0.83          | +0.02         | 2           | -           | 0.57   |
|      | 나바라 예스 (Na-Bai)           | 62,398     | 0.24          | -             | 1           | -           | 0.29   |
|      | 진보민주연합 (UPyD)            | 306,078    | 1.19          | -             | 1           | +1          | 0.29   |
|      | 기타                           | 781,963    | 3.04          |               | 0           |             |        |
|      | 지지후보 없음                  | 286,182    | 1.10          |               |             |             |        |
|      | 무효                           | 165,576    |               |               |             |             |        |
| 전체 | 전체                           | 26,155,436 | 100.0%        |               | 350         |             | 100.0% |

### 상원
2008년 3월 9일 선거에서 야당인 국민당은 상원 지역구 의원 101명과 지역의회 간선 상원의원 23명을 당선시켜 124명의 상원의원을 배출해 상원 제1당이 되었다. 제 2당은 105명(직선 86명, 간선 19명)을 당선시킨 사회노동당이 차지했다. 제 3당은 16석으로 카달루탸 정당연합이 차지했다. 그외 통합과집중, 바스크민족당이 각 7석과 4석을 차지했고, 나머지 8명은 혼성정당 후보가 차지했다.

## 선거제도

### 하원
스페인 하원의 정원 350명이며, 50개의 중대선거구에서 비례대표제를 통해 의원을 선출한다. 세우타와 멜리야의 경우 적은 인구수로 1명씩의 하원의원을 선출하기 때문에 사실상 단수다수대표제로 선출하게 된다. 선거구는 광역행적구역과 일치하며, 광역행적구역과 다르게 조정하려면 하원의 동의를 얻어야 한다.
만 18세부터 선거권이 주어지며, 정당은 고정명부식(엄정구속식) 명부로 입후보하며, 정당간 의석배정은 동트식으로 이루어진다. 투표용지에 "지지후보 없음"란이 있으며, 3 % 가량이 지지후보없음에 투표한다(2008년 총선의 경우 1% 가량이 지지후보 없음에 투표함).
안달루시아와 카탈로니아, 마드리드지역이 가장 큰 지역구로 각 61명, 47명, 35명의 하원의원을 선출하며, 이 세지역의 선거결과가 스페인 전체선거결과 지대한 영향을 미친다.

### 상원
스페인 상원의원 중 208명은 주민직선으로 선출하고, 나머지 상원의원(현재 56명)은 광역지방의회에서 간선으로 선출한다. 직선상원의원의 경우 광역지역별로 인수와 관계없이 47개 본토지역의 경우 각 4명을 선출하고, 섬지역이나 자치도시의 경우 1명에서 3명을 선출한다. 간선의 상원의원은 광역지역별로 인구수 1백만명당 한명씩 추가로 배정된다.
직선 상원의원은 4인 선거구의 경우 3인에게 투표할 수 있고, 3인과 2인 선거구의 경우 2명에게 투표할 수 있다. 이 때 여러 정당의 후보에 나누어 투표하는 분할투표가 허용된다. 1인 선거구의 경우 1명에게만 투표할 수 있다. 당선자는 최고 득표자순으로 결정된다. 간선 상원의원의 경우 광역지역의회에서 비례방식으로 선출한다.